# François Teillard
Pour les articles homonymes, voir Teillard.
François Teillard est un homme politique français né le 28 avril 1739 à Murat (Cantal) et mort à une date inconnue.

## Biographie
Président du tribunal de district de Murat, il est député du Cantal de 1791 à 1792. Il est ensuite administrateur du département, maire de Murat et en 1800, conseiller général et conseiller de préfecture. Il devient conseiller à la cour d'appel de Riom en 1811.

## Sources
- « François Teillard », dans Adolphe Robert et Gaston Cougny, Dictionnaire des parlementaires français, Edgar Bourloton, 1889-1891 [détail de l’édition]